# Culex lineata
Culex lineata é uma espécie de mosquito do género Culex, pertencente à família Culicidae. O epíteto específico lineatus foi dado devido à presença de três linhas estreitas e pálidas no tórax. Está presente em Moçambique e África do Sul, sendo a localidade-tipo em Onderstepoort, Transvaal.
1. 1 2 3  «Culex lineatus Theobald, 1912 | Walter Reed Biosystematics Unit (WRBU)». wrbu.si.edu. Consultado em 26 de junho de 2023